# Love Is Lost
Love Is Lost is een nummer van de Britse muzikant David Bowie, uitgebracht als de vierde track van zijn album The Next Day uit 2013. Ter promotie van de bonus-CD The Next Day Extra maakte LCD Soundsystem-lid James Murphy een remix genaamd de "Hello Steve Reich Mix for the DFA". Deze versie bevat delen van het nummer die herhaald worden en samples van een nieuwe opname van "Clapping Music" van Steve Reich uit 1972, plus een sample van Bowie's hit uit 1980 "Ashes to Ashes".

## Achtergrond
De singlerelease van het nummer is een verkorte versie van de remix van James Murphy. De videoclip van het nummer debuteerde tijdens de Mercury Prize-ceremonie op 30 oktober 2013, waar The Next Day was genomineerd voor album van het jaar.
Op 16 december 2013 werd het nummer op een 12" vinylsingle uitgebracht, waarbij de remix gepaard ging met de Venetian Mix van "I'd Rather Be High", een nummer dat ook voorkwam in de "Voyage"-campagne van Louis Vuitton, waar Bowie zelf ook aan meedeed. Dit nummer kreeg in november een nieuwe anti-oorlogsvideo.

## Videoclip
Geassisteerd door fotograaf Jimmy King en persoonlijk assistent Corinne "Coco" Schwab, schreef, schoot en bewerkte Bowie de videoclip zelf voor $12,99, de kosten van de flash drive die hij nodig had om de video op zijn camera op te slaan. De video werd geschoten binnen 72 uur in Bowie's appartement in Manhattan in het weekend voordat deze op internet verscheen. De houten poppen, die Bowie's voormalige alter ego's The Thin White Duke en Pierrot uit de clip voor "Ashes to Ashes" voorstelden, werden geproduceerd door Jim Henson's Creature Shop voor oorspronkelijk gebruik voor een niet afgemaakte videoclip voor "The Pretty Things Are Going to Hell" uit 1999.
De videoclip voor de lange James Murphy-mix werd geregisseerd door Barnaby Roper en bevatte polygonen en tekeningen die uiteindelijk veranderen in een naakt koppel dat elkaar omarmt.

## Tracklijst
- Alle nummers geschreven door Bowie.

1. "Love Is Lost" (Hello Steve Reich mix by James Murphy for the DFA) - 10:24
2. "I'd Rather Be High" (Venetian Mix) - 3:49
3. "Love Is Lost" (Hello Steve Reich mix by James Murphy for the DFA) (edit) - 4:07

## Muzikanten
- David Bowie: leadzang, orgel
- Gerry Leonard: gitaar
- Gail Ann Dorsey: basgitaar, achtergrondzang
- Sterling Campbell: drums
- James Murphy, Matthew Thornley, Hisham Bharoocha, Jordan Hebert: handklappen op de remixversies